# Modelleisenbahn Hamburg
Der Modelleisenbahn Hamburg e. V. (MEHEV) ist ein Modelleisenbahnverein mit Sitz in Hamburg. Der 1931 gegründete Verein gilt als der älteste Verein seiner Art in Deutschland. Er betreibt im Hamburger Museum für Hamburgische Geschichte eine Modelleisenbahnanlage in der Nenngröße 1, bei der es sich um eine der längsten Anlagen dieser Art in Deutschland handelt.

## Geschichte
Der gemeinnützige Verein „Modelleisenbahn Hamburg e. V.“ führt sein Bestehen auf das Jahr 1925 zurück. Damals legten zwei junge Leute erstmals ihre Modelleisenbahnen zusammen und veranstalteten Betriebstage zu Weihnachten wechselweise in ihren Elternhäusern. 1929 bildete sich die „Eisenbahntechnische Vereinigung ehemaliger Schüler des Kirchenpauer-Realgymnasiums“, die zweimal, im April 1929 und zu Weihnachten 1930, öffentliche Vorführungen in ihrer alten Schule veranstaltete.
Die erste große Anlage, noch mit Schienen und Fahrzeugen der Spielwarenindustrie, wurde zu Weihnachten 1931 in der Gelehrtenschule des Johanneums aufgebaut. Mainzer Bahnanlagen dienten als Vorbild. Die Ausstellung fand große Beachtung in der Öffentlichkeit und ein positives Echo in der Presse. Kurz vorher, am 10. November 1931 war der Modelleisenbahn Hamburg e. V. gegründet worden. Gründungsmitglied und 1. Vorsitzender war Walter Hävernick, der spätere Direktor des Museums für Hamburgische Geschichte. 
Am 23. Januar 1937 wurde dann die erste feste Anlage in der Bergstraße 14 in einem 128 m² großen Raum nach dem Vorbild des Bahnhofs Göttingen eröffnet. Die Anlage wurde mit kriegsbedingten Unterbrechungen bis zum 28. Juli 1948 an 51 Betriebstagen gezeigt.

## Verkehrshistorische Anlage im Museum für Hamburgische Geschichte

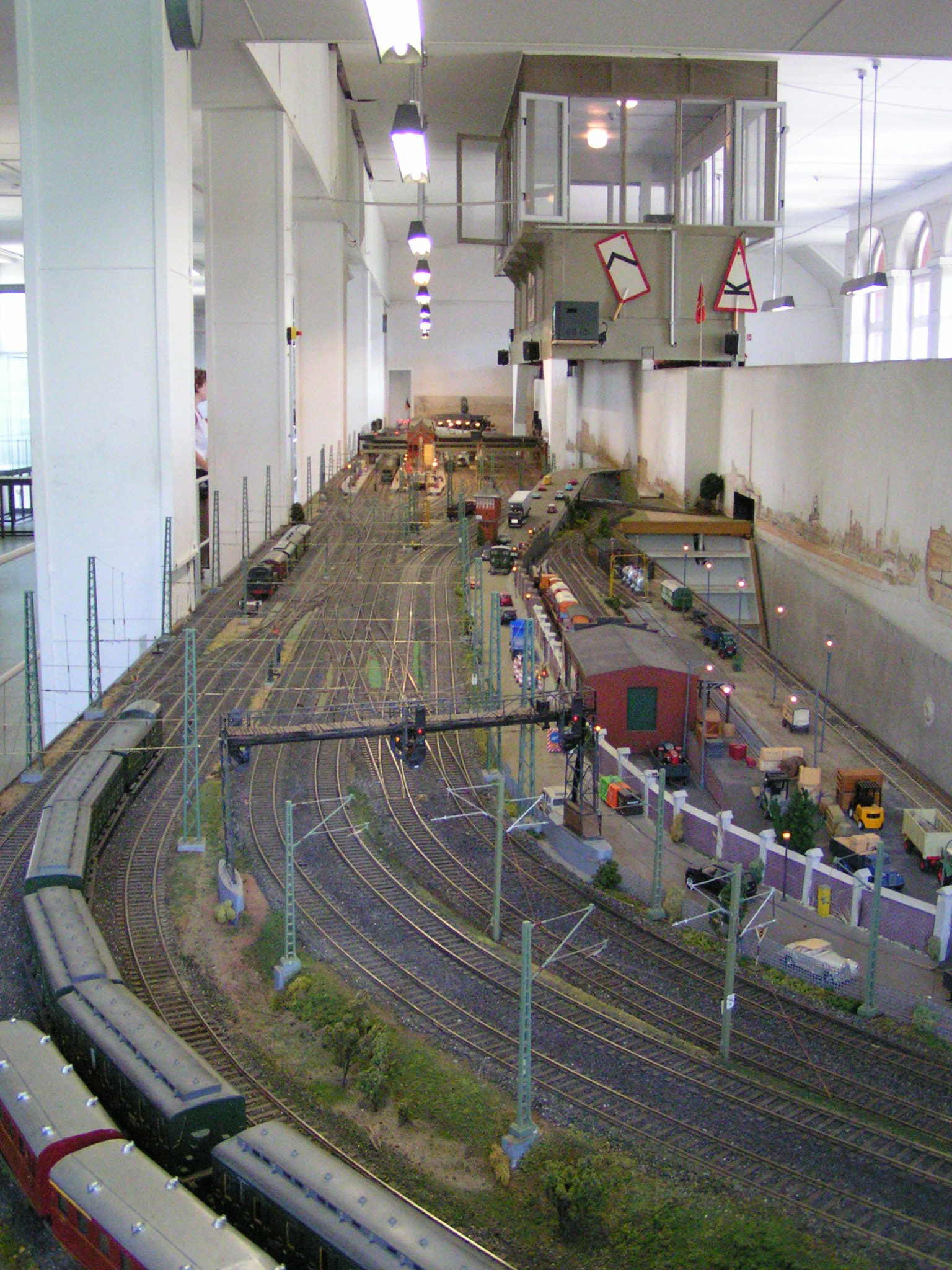
Blick auf die Gleisanlage und das „Stellwerk“

### Anfang und Aufbau
Am 1. April 1947 wurde Walter Hävernick als Nachfolger von Otto Lauffer zum Direktor des Museums für Hamburgische Geschichte berufen. Das Gebäude war durch Bombentreffer schwer beschädigt. Schon im Februar 1946 wurde entschieden, im 600 m² großen Raum im 2. Stock des Südwestflügels eine Modelleisenbahnanlage aufzubauen. Für den Raum, der seit der Eröffnung des Museums leer gestanden hatte, war ursprünglich der Einbau des rekonstruierten Gartensaales aus der Villa Rücker in Hamm (erbaut 1828–1831) geplant gewesen. Dem entsprach auch die Bauplanung von Oberbaudirektor Fritz Schumacher aus dem Jahr 1906 und deren Ausführung. Einige Teile waren jedoch dem Krieg zum Opfer gefallen, so dass die Ausführung des früheren Plans wenig sinnvoll erschien. Thematisch passte die Eisenbahn ausgezeichnet in das Konzept des neuen Direktors, der kein Altertumsmuseum, sondern ein „lebendiges Museum“ aufbauen wollte zur Darstellung von Handel, Wirtschaft und Verkehr in Hamburg.

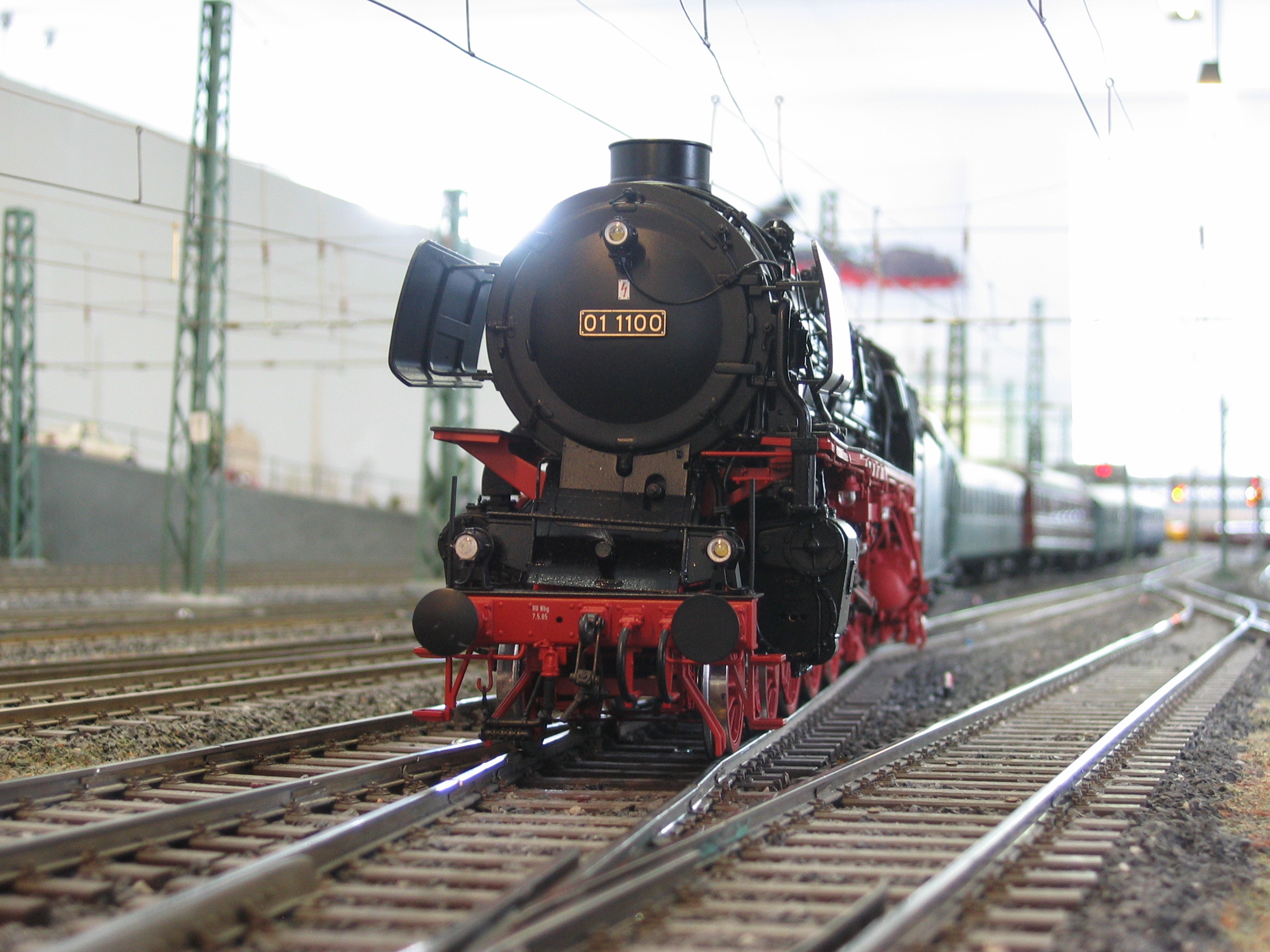
Die Anlage im Abschnitt „Harburg“

Nach einem Ideenwettbewerb am 29. März 1947 wurde im Herbst 1947 mit der Herrichtung des Raumes und dem Aufbau der Modellbahn im Maßstab 1:32 begonnen. Dargestellt wurden der Personenbahnhof Hamburg-Harburg mit Rangierbahnhof und Ablaufberg sowie Bw Harburg, der Hamburg Hannoversche Bahnhof und der Hafenbahnhof Kai rechts. Entscheidend für die Wahl dieser Bahnanlagen war die Darstellung und Erklärung des typischen Eisenbahnbetriebes an Hamburger Orten im Modell sowie die Nähe der Vorbilder im Original.

### Erweiterungen

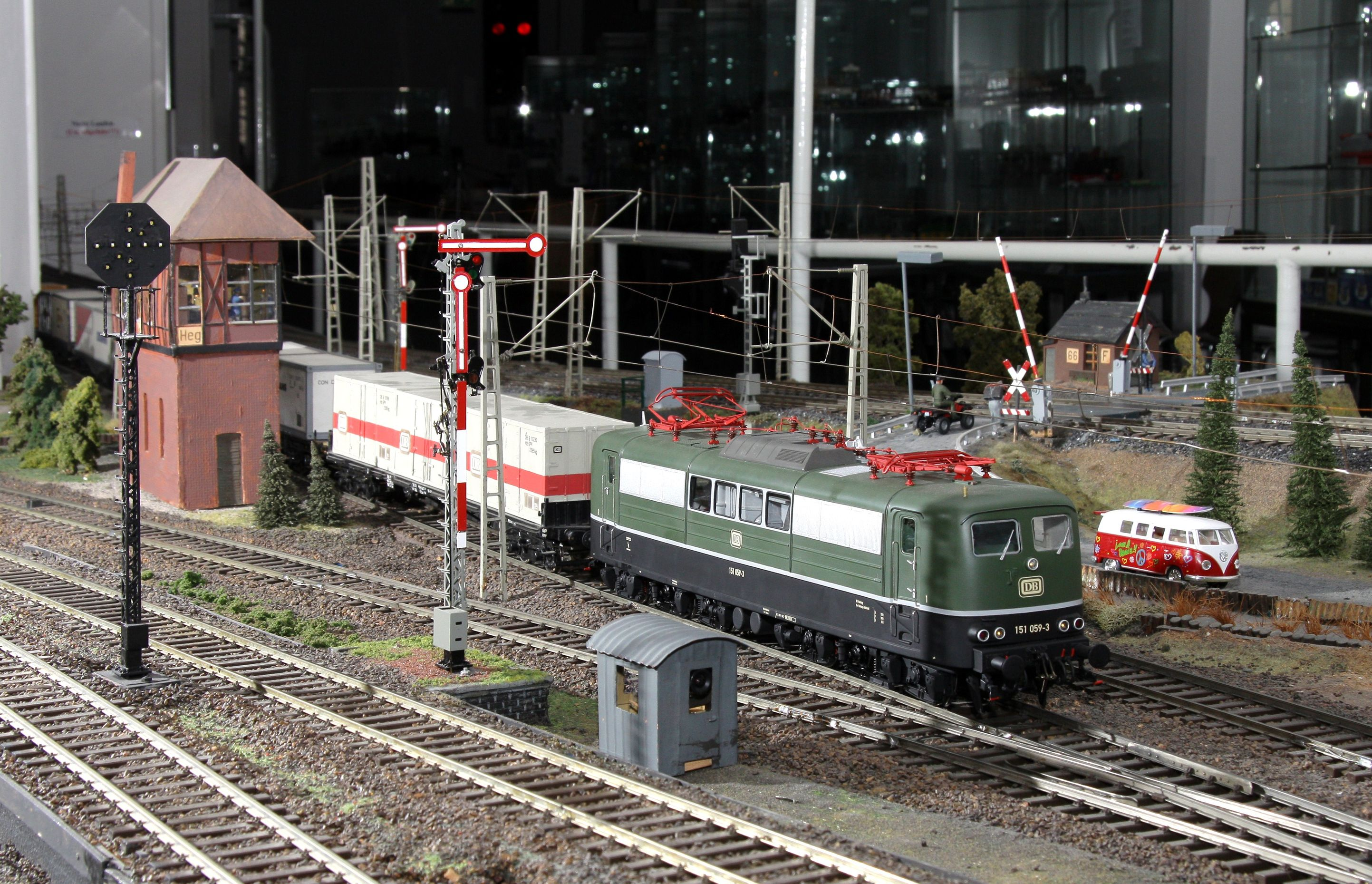
Abschnitt „Seevetal“

Die erste Hälfte des Modells, die sogenannte Harburger Seite, wurde am 7. Oktober 1949 in Anwesenheit zahlreicher Ehrengäste eröffnet. Wegen eines Stromausfalls bei Vorführungsbeginn wurden die Gäste zuerst in der Kaufmannsdiele bewirtet. Danach konnte die Vorführung nach Beheben des Schadens doch noch durchgeführt werden. Seitdem wird die jetzige Anlage im Museum für Hamburgische Geschichte täglich (außer Dienstag) vorgeführt und wurde bisher von einigen Millionen Zuschauern besucht. Sie ist damit die älteste,  fast täglich vorgeführte Modelleisenbahn Deutschlands.
Am 1. März 1956 konnte dann die „Rückseite“ mit dem Bahnhof „Hamburg Hannoverscher Bahnhof“, der „Pfeilerbahn“ und dem Hafenbahnhof Kai rechts, zehn Jahre nach Baubeginn 1947, gezeigt werden.

### Elektrifizierung

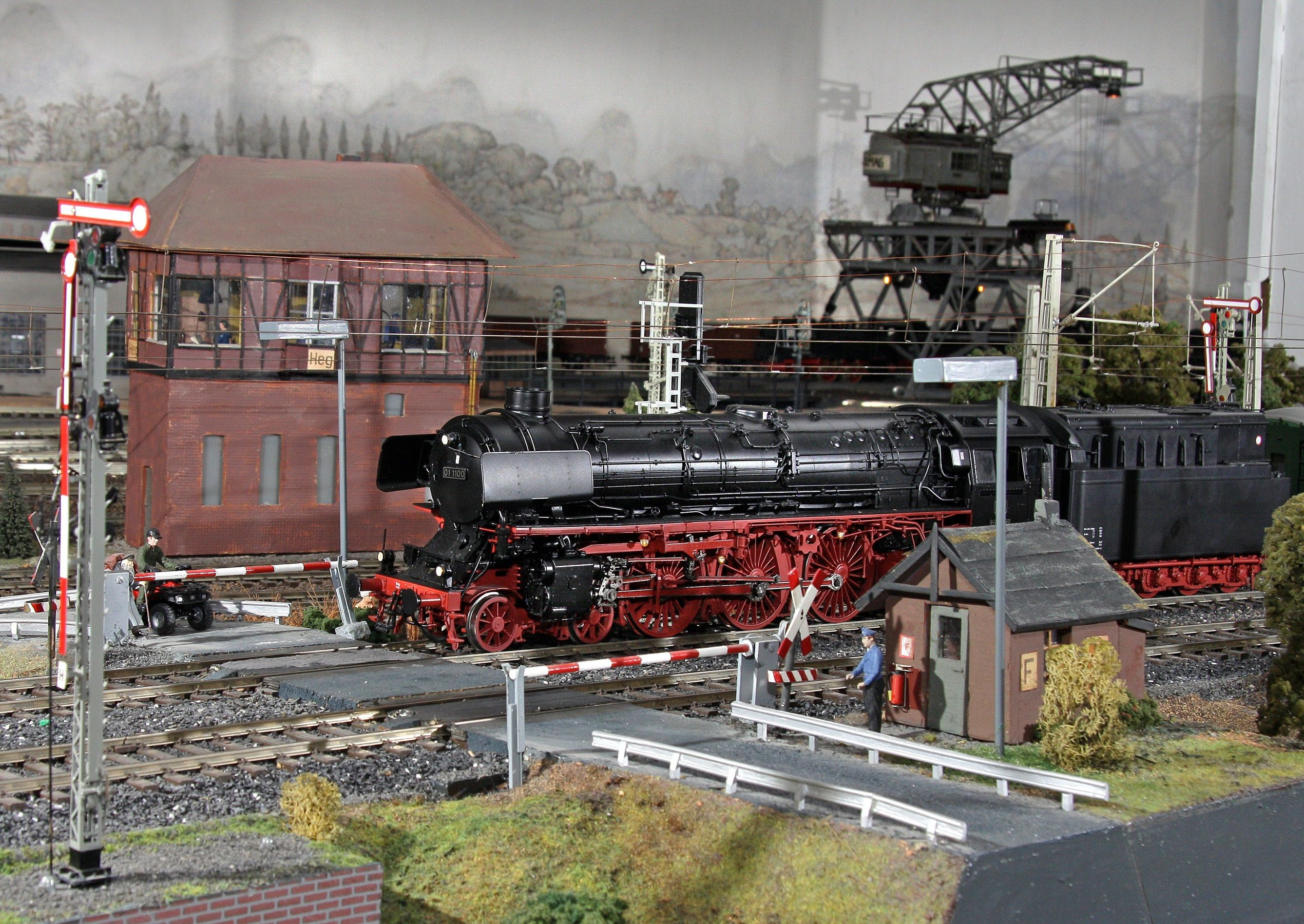
Bahnübergang im Abschnitt „Seevetal“

Am 5. April 1965 wurde der Oberleitungsbetrieb im Museum für Hamburgische Geschichte auf der Modellbahnanlage aufgenommen im Beisein von Artur Petzold, Präsident der Bundesbahndirektion Hamburg, Walter Hävernick, Direktor des Museums für Hamburgische Geschichte und erster Vorsitzender des MEHEV sowie anderen Ehrengästen.
Einen Tag später, am 6. April 1965 erreichte der Eröffnungszug, gezogen von einer Elektrolokomotive der Baureihe E 10, Hamburg aus Hannover kommend. Anschließend wurde eine Plakette an der E 10 360 enthüllt, gestiftet von Modelleisenbahn Hamburg und der Schwestervereinigung Freunde der Eisenbahn. Die Plakette erinnerte deutschlandweit an dieses Ereignis. 

### Gleis- und Elektrik-Erneuerung
Im Frühjahr 1994 legte ein Kurzschluss einen großen Teil der Anlage lahm. Vorführungen konnten erst wieder ab Dezember 1994 auf einem Teilstück der Anlage durchgeführt werden. Viele Gleise und Fahrzeuge waren verschlissen. Einige Lokomotiven hatten bereits etwa 6000 Kilometer zurückgelegt. Im Februar 1995 verlangte ein Brandschutzgutachten, praktisch die gesamte Verkabelung zu erneuern. Eine komplette Überarbeitung war nötig. Alle alten Gleise wurden durch maßstäblich verbesserte ersetzt. Damit verbunden war die Umstellung vom Dreileiter-Wechselstrom- auf das Zweileiter-Gleichstrom-System und die Notwendigkeit, alle einzusetzenden Fahrzeuge entsprechend umzurüsten. Für die Steuerung der Anlage wurde das PC-gestützte System der Firma Gahler und Ringstmeier verwendet. Am 6. Dezember 1996 konnten die Vorführungen mit 16 Zügen auf etwa 40 % der Gleisanlagen wieder beginnen. Zum 50-jährigen Anlagenjubiläum am 7. Oktober 1999 konnten weitere wesentliche Teile der Anlage wieder in Betrieb genommen werden.
Zum 65-jährigen Jubiläum am 7. Oktober 2014 hat die Modelleisenbahnanlage eine beispielhafte Detaillierung und Zuverlässigkeit im Vorführbetrieb erreicht. Da hundert Jahre Eisenbahngeschichte dargestellt werden, wurde auch der Vorführfahrplan angepasst. Am Anfang verkehren Fahrzeuge aus der Reichsbahnzeit mit vielen Dampflokomotiven, danach folgen Diesel- und Elektrofahrzeuge bis hin zur Darstellung der modernen Deutschen Bahn mit ICE und Containerverkehr.

### Abbaupläne
Betrieb und Bestand der Modelleisenbahn ist nicht gesichert. Die heutige Museumsleitung möchte den bisher für die Modelleisenbahnanlage genutzten Raum für die Ausstellung geretteter Teile der Villa Rücker verwenden. Nach gegenwärtigem Planungsstand (August 2021) soll die Anlage ab Januar 2023 abgebaut und verpackt werden. Ein Neuaufbau nach einer Grundrenovierung des Museums ist im dritten Obergeschoss geplant, allerdings auf deutlich kleinerer Fläche. Gespräche dazu laufen zwischen dem Museum und MEHEV als Betreiberverein; seitens des Vereins gibt es aber noch viele offene Fragen. Auch ist die Finanzierung des Umbaus noch völlig offen.

## Hamburger Blätter
Am 20. Mai 1954 erschien die erste Ausgabe der „Hamburger Blätter für alle Freunde der Eisenbahn“ (in den ersten beiden Monaten noch mit dem Zusatz „… und des Nahverkehrs“), zunächst vervielfältigt in einer Auflage von 100 Exemplaren, die im Laufe eines Jahres auf 300 Stück erhöht wurde. Ab März 1955 sorgte ein dem Verein wohlgesonnenes Unternehmen für den Offsetdruck (bis Ende 1965 Format DIN A 4, Schreibmaschinenschrift). Entsprechend der Nachfrage erhöhte sich die Auflage ständig (Ende 1956: 1000 Exemplare). Ab 1966 erschienen die Hamburger Blätter im Buchdruck. Mit sinkender Nachfrage verringerte sich dann allerdings der Erscheinungszyklus im Laufe der Zeit bis auf quartalsweises Erscheinen; seit 2019 sind die Hamburger Blätter in den Hamburger Nahverkehrs-Nachrichten HN & HB aufgegangen.

## Nahestehende Organisationen

### Freunde der Eisenbahn

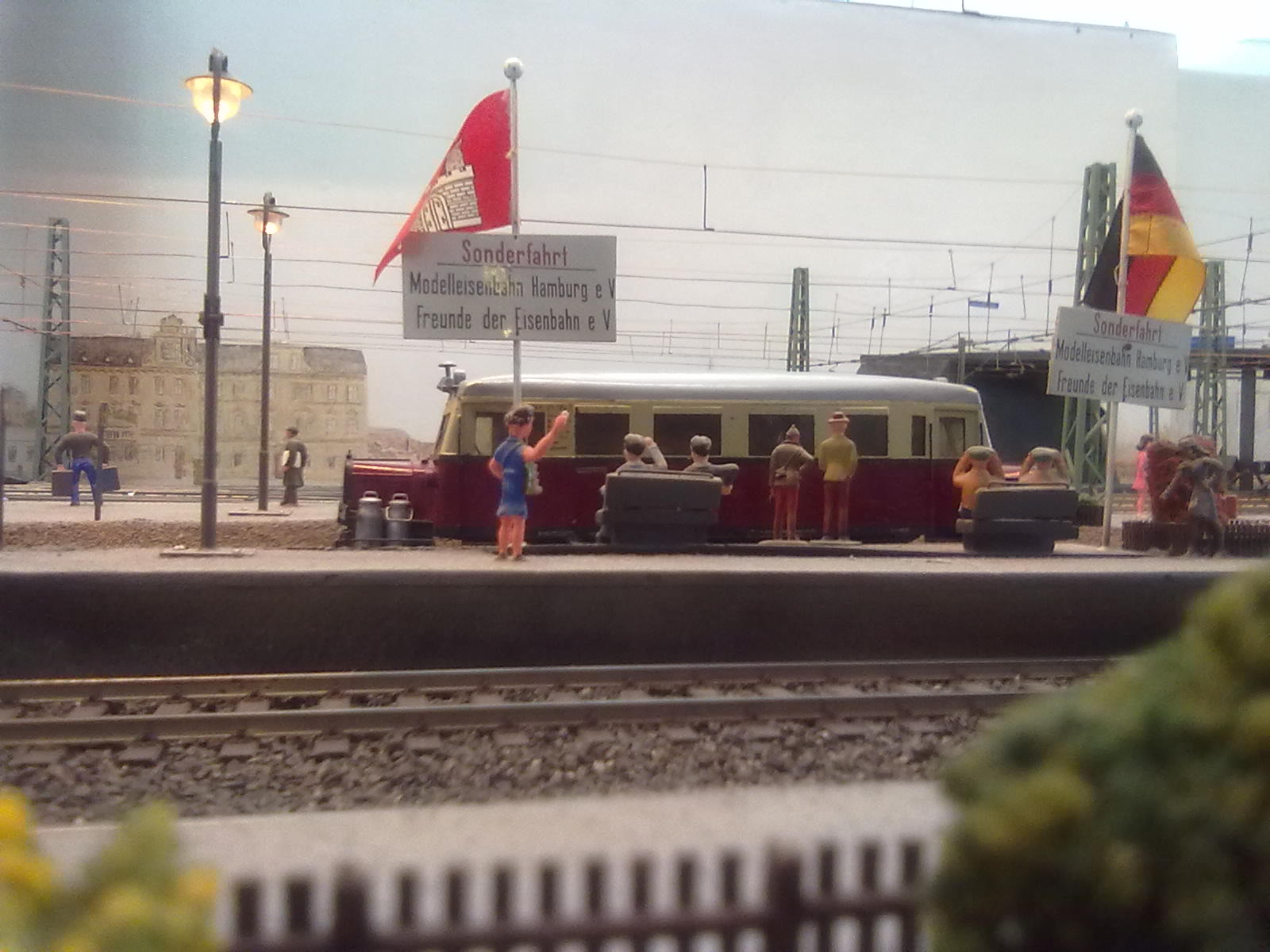
Ameisenbär am Sonderbahnsteig der MEHEV-Anlage

Anfangs wurden die Hamburger Blätter von MEHEV herausgegeben. Die stark gestiegene Auflage führte zur Schaffung eines eigenen Trägerkreises. Am 10. Januar 1957 wurde die Schwestervereinigung Freunde der Eisenbahn e. V. (FdE) gegründet, damals mit dem gleichen Vorstand wie MEHEV. Bis 2018 vertrieb FdE die Hamburger Blätter, die inzwischen in HN & HB aufgegangen sind (siehe oben). Die Mitgliederzahl war bis Ende 1960 auf 1050 Mitglieder angewachsen, darunter der damalige Verkehrsminister Seebohm. Zwei Drittel der Leser wohnten außerhalb Hamburgs.
Die gemeinsamen Wurzeln von Mehev und FdE erkennt man noch heute am Abfahrtsgleis der Sonderzüge im Bahnhof Harburg der Mehev-Museumsanlage: Hier wartet der „Ameisenbär“ auf die Gäste einer Sonderfahrt Modelleisenbahn Hamburg e. V. und Freunde der Eisenbahn e. V. Ein Original Ameisenbär fährt auch auf der Museumsbahn der Verkehrsamateure (VVM) zwischen Schönberg und Schönberger Strand.

### Hamburger Museumsverein
Am 11. Oktober 1957 erfolgte die Gründung des Hamburger Museumsvereins, der alle Verlagsgeschäfte für das Museum übernahm und führte. Grundstock war eine kleine Druckerei, die im Museum seit 1921 existierte. Seit dem 1. Januar 1969 wurden die Hamburger Blätter und auch der FdE-Kalender vom Hamburger Museumsverein – Abteilung Eisenbahn – verlegt.

### Verein Verkehrsamateure und Museumsbahn (VVM)
Der Verein Verkehrsamateure und Museumsbahn entstand 1968 aus einem Zusammenschluss vom „Kleinbahn-Verein Wohldorf“ (KVW), gegründet am 30. November 1958 und zahlreicher Verkehrsamateure, auch aus dem Mitgliederkreis von MEHEV. Schwerpunkt der Vereinstätigkeit ist der Erhalt und Betrieb musealer Originalfahrzeuge als auch die Beschäftigung mit historischem und modernem Nahverkehr.

## Dachorganisationen

### Bundesverband Deutscher Eisenbahn-Freunde
Aus dem Verband Deutscher Modelleisenbahn-Clubs, abgekürzt VDMC, und zahlreichen anderen Vereinigungen von Eisenbahnfreunden entstand der Bundesverband Deutscher Eisenbahn-Freunde, abgekürzt BDEF, als Interessenvertreter von Eisenbahnfreunden und Modelleisenbahnern. Bei der Gründung am 29. Juni 1958 in Frankfurt (Main) beteiligten sich 31 Vereinigungen mit 1212 Einzelmitgliedern. Dem Vorstand des Bundesverband Deutscher Eisenbahn-Freunde gehörten bei Gründung neben Walter Hävernick noch zwei weitere MEHEV-Mitglieder an. 2021 ist er Dachverband von 298 Vereinen mit einigen tausend Mitgliedern.

### Verband der Modelleisenbahner und Eisenbahnfreunde Europas
Seit dem 11. September 1954 besteht der in Genua gegründete Verband der Modelleisenbahner und Eisenbahnfreunde Europas, abgekürzt MOROP, der aus einem Arbeitskreis von Modellspezialisten hervorgegangen ist. MEHEV war erstmals nach Fertigstellung der Modellbahnanlage 1956 beim Kongress in Bern vertreten. 1962 wurde der Kongress des Verband der Modelleisenbahner und Eisenbahnfreunde Europas, die Jahreshauptversammlung, in Hamburg ausgerichtet. 1972 wurde Carl Boie Salchow vom Modelleisenbahn Hamburg Präsident des Verbandes.